# Universidad Politécnica de Cartagena

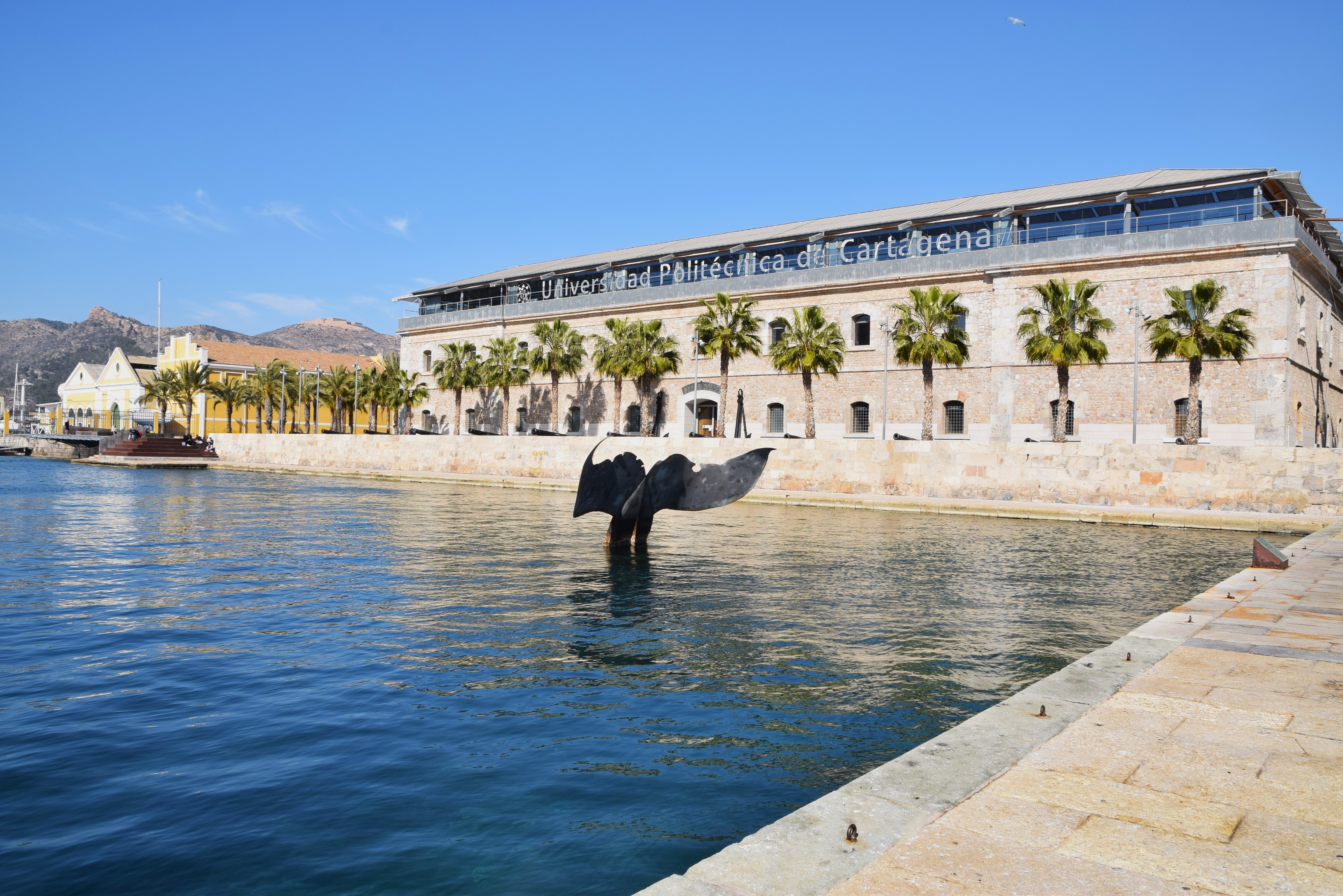
Campus CIM de la UPCT

La Universidad Politécnica de Cartagena o UPCT es una universidad pública ubicada en la ciudad española de Cartagena, con unas escuelas fundamentalmente de índole tecnológico y empresarial. Existe oficialmente desde el 3 de agosto de 1998.

## Historia
La Universidad Politécnica de Cartagena es la universidad técnica más joven de España, aunque varias de sus escuelas se fundaron a finales del siglo XIX y principios del siglo XX, ya que la Escuela de Capataces de Minas y Maquinistas Conductores (actual Escuela Universitaria de Ingeniería de Caminos, Canales y Puertos y de Ingeniería de Minas) parte del Real Decreto de 4 de septiembre de 1883, y la Escuela Superior de Industria (actual Escuela Técnica Superior de Ingeniería Industrial ) del Real Decreto de 17 de agosto de 1901.
La Universidad de Murcia creó la Escuela Universitaria Politécnica de Cartagena en 1975, con el propósito de integrar en ella las Escuelas Universitarias de Ingeniería Técnica Minera y la de Ingeniería Técnica Industrial y poder agregar en el nuevo centro otros estudios. 
En 1998 se crea la Universidad Politécnica de Cartagena con las escuelas y facultades que la Universidad de Murcia tenía en el Campus de Cartagena .
La UPCT forma parte de la asociación UP4 junto a las Politécnicas de Madrid, Cataluña y Valencia.
La Universidad Politécnica de Cartagena es uno de los ocho socios de la Universidad Europea de Tecnología, junto con la Universidad Técnica de Sofía (Bulgaria), la Universidad Tecnológica de Chipre (Chipre), la Hochschule Darmstadt, la Universidad Tecnológica de Dublín (Irlanda), la Universidad Técnica de Riga (Letonia), la Universidad de Tecnología de Troyes (Francia), y la Universidad Técnica de Cluj-Napoca (Rumania).
La Universidad Europea de Tecnología, EUt+, es el resultado de la alianza de nueve socios europeos que comparten en común :la visión "Think Human First" hacia un enfoque de la tecnología centrado en el ser humano y la ambición de establecer un nuevo tipo de institución sobre una base confederal.
A través de EUt+, los socios se comprometen a crear un futuro sostenible para los estudiantes y alumnos de los países europeos, para el personal de cada una de las instituciones y para los territorios y regiones en los que está anclado cada campus.

## Campus
La UPCT se enmarca en un entorno urbano, ubicándose gran parte de sus instalaciones en edificios históricos rehabilitados, como el Hospital de Marina (siglo XVIII), el Cuartel de Antigones (siglo XVIII), la Casa de Misericordia (siglo XIX) y el Cuartel de Instrucción de Marinería (siglo XVIII).
Cuenta con tres campus urbanos, situados en el centro de Cartagena, cuyo casco urbano ha sido revitalizado con la recuperación de edificios militares del siglo XVIII. En torno a los inmuebles históricos y frente al Puerto de la ciudad se ha generado un barrio universitario, con instalaciones para la investigación, el alojamiento de alumnos, la creación de nuevas empresas y el ocio y la convivencia estudiantil. 
Entre los tres campus se encuentra el Rectorado, en el edificio Casa de Misericordia, y la nueva residencia universitaria. 

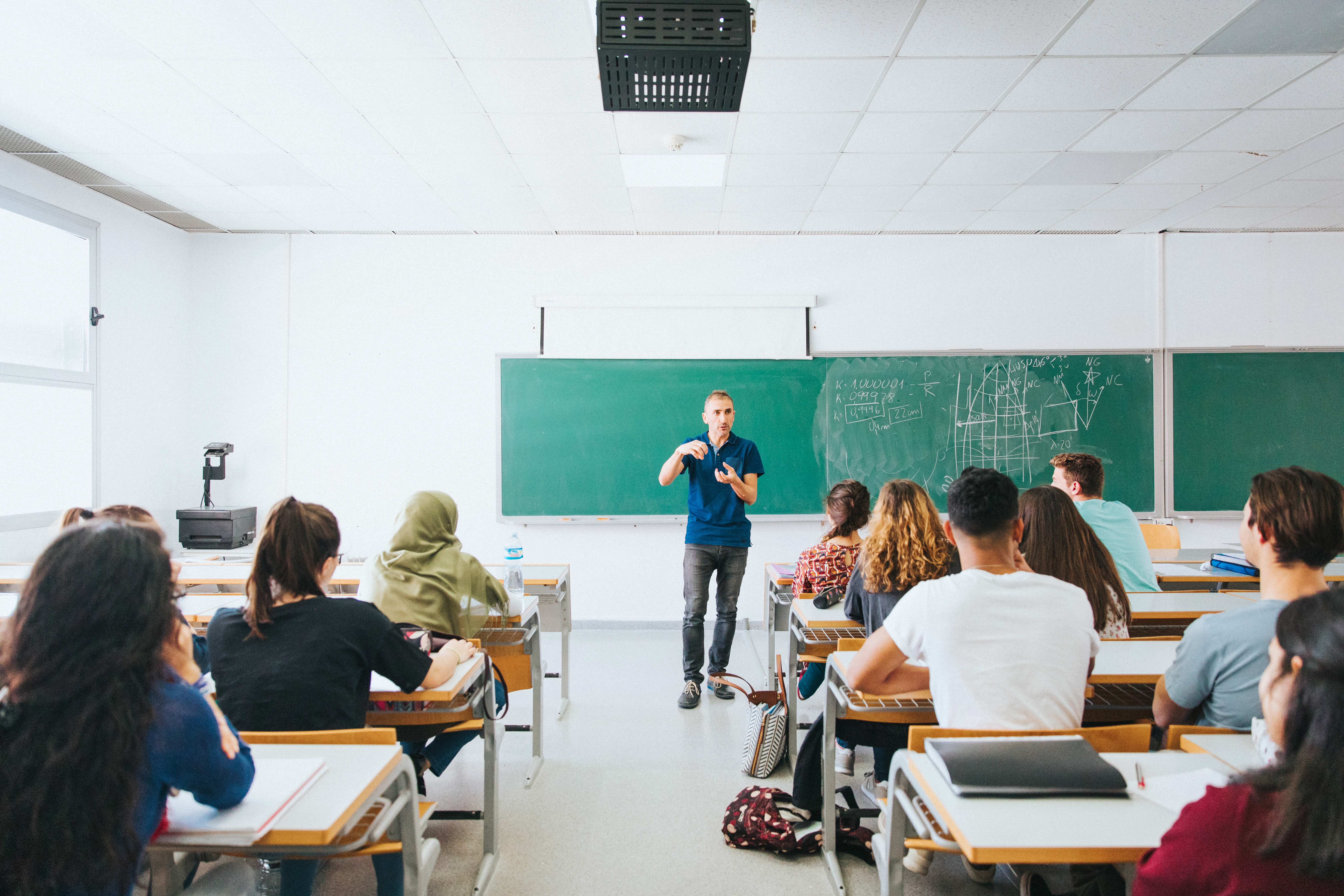
Un profesor impartiendo clase en el Campus de Alfonso XIII.

- Campus de Alfonso XIII, campus originario en el centro de la ciudad. En él tienen sus sede las escuelas de Ingeniería Agronómica (ETSIA), Ingeniería Naval (ETSINO) e Ingeniería de Caminos y Minas (EICM).

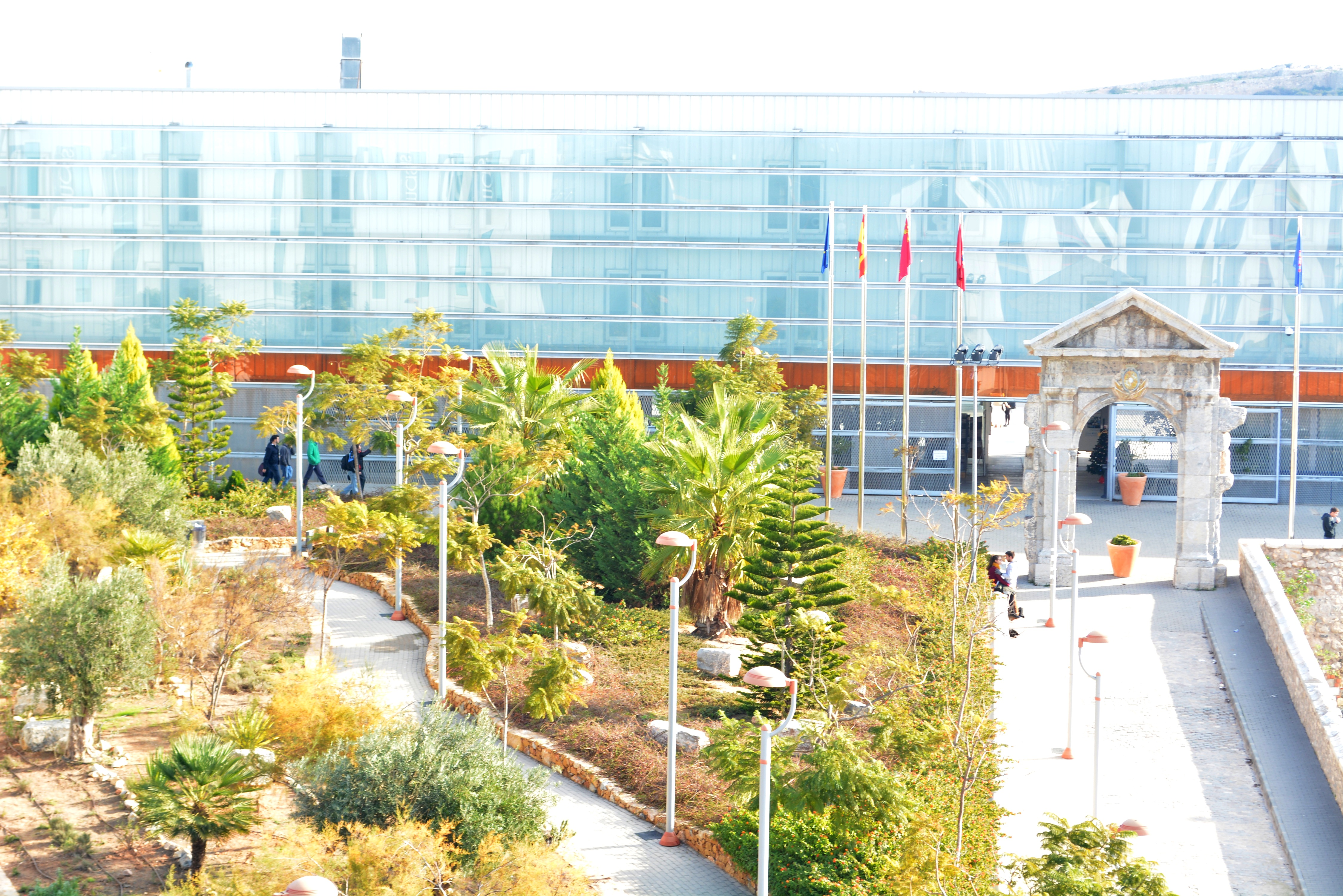
Escuela de Telecomunicación

- Campus Muralla del Mar, compuesto por el antiguo Hospital de Marina, sede de la Escuela de Industriales (ETSII), y el antiguo cuartel de Antiguones, en el que se halla la Escuela de Telecomunicación (ETSIT). En este campus se sitúa también el edificio de I+D+i, que aloja al Servicio de Apoyo a la Investigación Tecnológica (SAIT), el Instituto de Biotecnología Vegetal (IBV) y el Centro de Tecnología y Sistemas de Información (CTSI); además del Edificio de Laboratorios de Investigación (ELDI), el que se encuentra la Red de Cátedras, y la Casa del Estudiante.

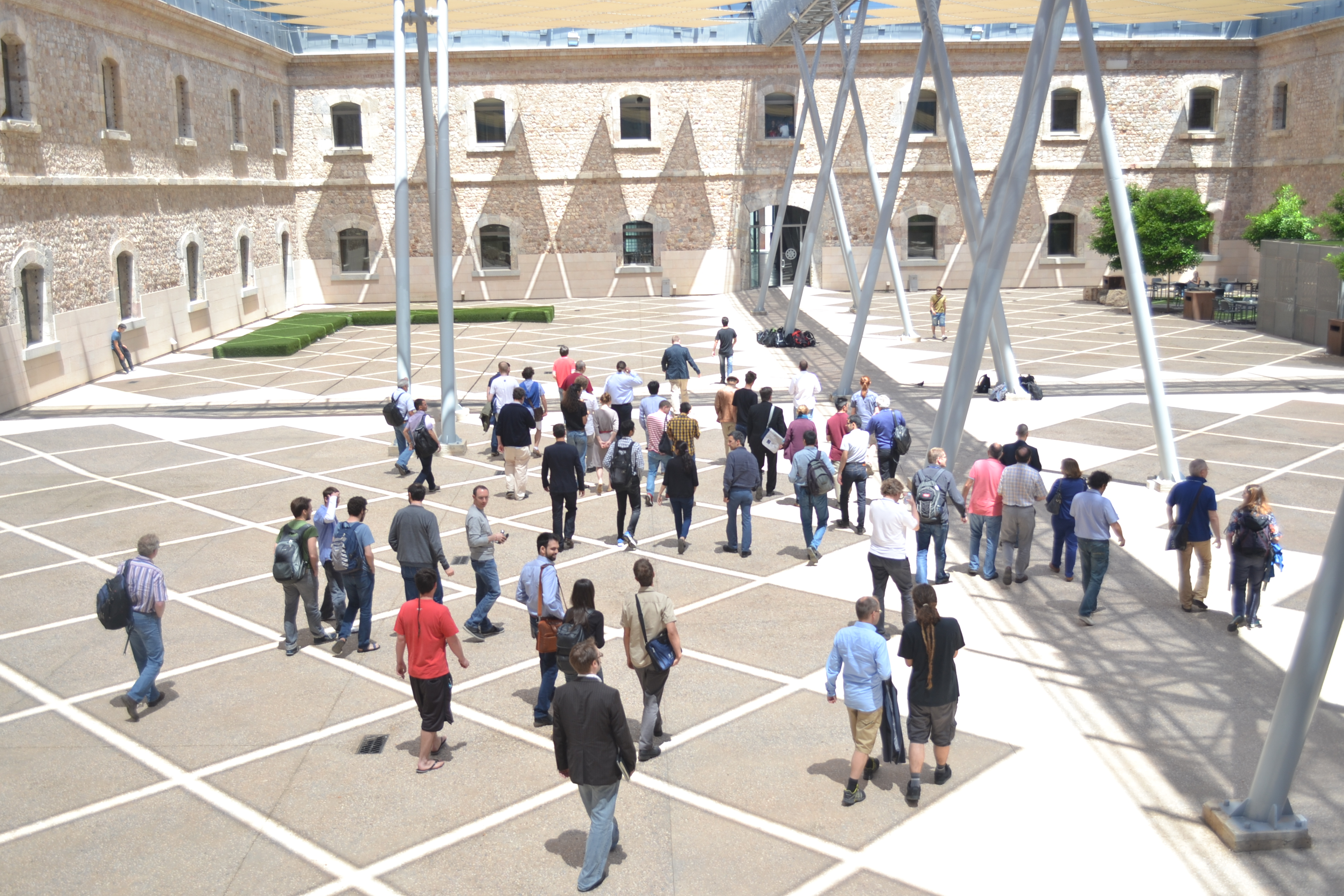
Facultad de Ciencias de la Empresa de la UPCT

- Campus CIM, antiguo Cuartel de Instrucción de Marinería. Alberga la Facultad de Ciencias de la Empresa (FCCE) y la Escuela Técnica Superior de Arquitectura y Edificación (ETSAE).

## Centros docentes
- Escuela Técnica Superior de Ingeniería Agronómica (ETSIA).
- Escuela Técnica Superior de Ingeniería Industrial (ETSII).
- Escuela Técnica Superior de Ingeniería Naval y Oceánica (ETSINO).
- Escuela Técnica Superior de Ingeniería de Telecomunicación (ETSIT).
- Facultad de Ciencias de la Empresa (FCCE).
- Escuela Técnica Superior de Arquitectura y Edificación (ETSAE).
- Escuela Universitaria de Ingeniería de Caminos, Canales y Puertos y de Ingeniería de Minas (EICM).
- Centro Universitario de la Defensa (CUD), centro público adscrito.
- Escuela Internacional de Doctorado (EINDOC)
- ENAE Tech

## Red de Cátedras
La Red de Cátedras de la Universidad Politécnica de Cartagena divide en cátedras tecnológicas, de emprendimiento y socioeconómicas. Todas ellas llevan a cabo actividades de formación, investigación y desarrollo o transferencia de conocimientos en áreas de interés común. La Red de Cátedras es un instrumento para estrechar la relación entre universidad y empresas tanto del entorno local como nacional o multinacional, y de la necesidad de vincular la enseñanza superior con las empresas, ligando conocimiento y tejido productivo.
Programas de becas para estudiantes, proyectos de I+D+i Universidad-Empresa, programas de formación, prácticas en empresa, convocatorias de premios académicos y acciones de divulgaciones son las principales actividades de las cátedras de la UPCT, integradas por grandes multinacionales, por las grandes factorías presentes en la comarca de Cartagena y también por startups tecnológicas.
La Red de Cátedras ocupa más de 1.500 metros cuadrados, un espacio cedido a las empresas dentro de la Universidad con el compromiso de las mismas de desarrollar actividades de I+D+i y convocar becas para los alumnos últimos cursos. En su mayoría, las Cátedras se encuentran ubicadas en el Edificio de Laboratorios de Innovación (ELDI). El edificio ELDI está situado en el campus de la Muralla del Mar de la UPCT, junto a las escuelas de Ingeniería de Telecomunicación y de Ingeniería Industrial y a pocos metros del Puerto de Cartagena. Un emplazamiento que cuenta con zonas comunes para reuniones y esparcimiento, lo que posibilita un ambiente de trabajo propicio a la interacción y a la innovación. Además, algunas cátedras se ubican dentro de los propios centros educativos, para incrementar la cercanía de los alumnos a las empresas.
Junto a la Red de Cátedras, en el edificio ELDI, la UPCT cuenta con un Centro de Producción de Contenidos Digitales (CPCD) para la creación y experimentación en contenidos digitales tales como el tratamiento digital de imágenes, la producción y postproducción audiovisual, el análisis y tratamiento 3D, la animación 2D, la integración de medios, los servicios polimedia, las emisiones en streaming y la formación en línea a distancia.

## Doctoreshonoris causa
- Arturo Pérez-Reverte, investido el 18 de febrero de 2004.[4]
- Manuel Albaladejo, investido el 23 de junio de 2005.[4]
- Justo Nieto Nieto, investido el 23 de junio de 2005.[4]
- Antonio Fernández Alba, investido el 26 de enero de 2007.[4]
- Yoshihito Osada, investido el 8 de noviembre de 2007.[4]
- Vinton Cerf, investido el 17 de abril de 2008.[4]
- Rafael Rebolo López, investido el 17 de abril de 2008.[4]
- Gustavo V. Barbosa-Cánovas, investido el 29 de abril de 2010.[4]
- Adel A. Kader, investido el 20 de abril de 2010.[4]
- Adela Cortina, investida el 27 de enero de 2012.[4]
- Juan Miguel Villar Mir, investido el 28 de enero de 2013.[4]
- Rainer Gadow, investido el 28 de enero de 2014.[4]
- Manuel Torres Martínez, investido el 27 de enero de 2017.[5]
- Hojjat Adeli, investido el 28 de enero de 2020.[6]